# Phileris sinaiticus
Phileris sinaiticus är en tvåvingeart som först beskrevs av Efflatoun 1934.  Phileris sinaiticus ingår i släktet Phileris och familjen rovflugor. Inga underarter finns listade i Catalogue of Life.